# Gerd Dudek

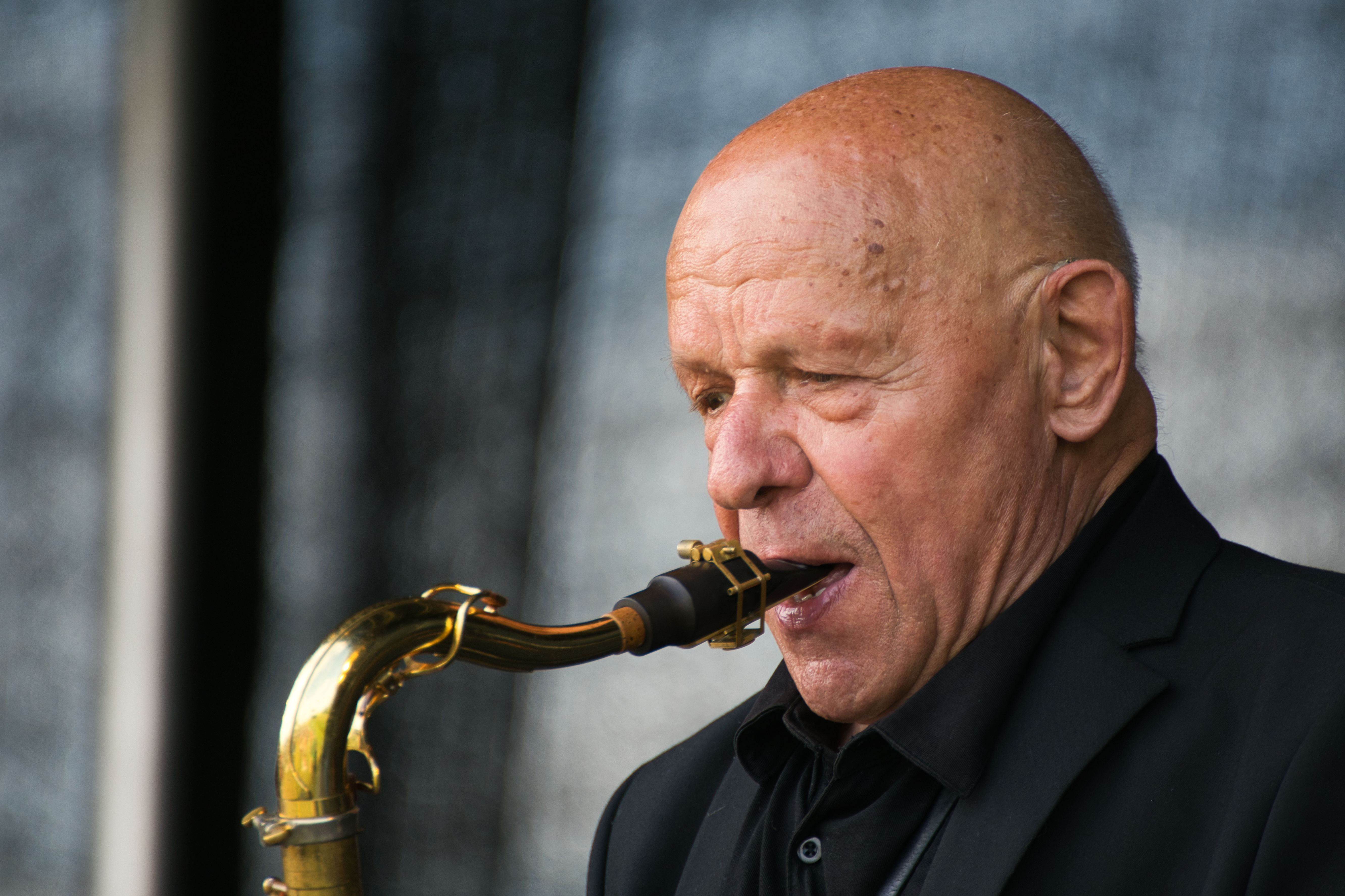
Gerd Dudek auf dem INNtöne Jazzfestival 2021

Gerhard Rochus „Gerd“ Dudek (* 28. September 1938 in Groß Döbern bei Oppeln; † 3. November 2022) war ein deutscher Jazzsaxophonist und -flötist.

## Leben und Wirken
Dudek, der mit seiner Familie 1950 nach Westdeutschland migrierte, lernte den Beruf des Bauzeichners; daneben erhielt er ab 1954 privat Klarinettenunterricht in Siegen, wo er auch die Musikschule besuchte. Bis 1958 gehörte er zur Big Band seines Bruders, des Trompeters Ossi Dudek. Er spielte in den GI-Clubs der amerikanischen Armee, zeitweise auch R&B bei Fats & His Cats.
Von 1960 bis 1964 gehörte Dudek zur Combo von Helmut Brandt und zum Kurt-Edelhagen-Orchester auf dem Tenorsaxophon und der Klarinette, anschließend war er bei Joe Nay, bevor er Mitglied im Manfred Schoof Quintett wurde (mit Alexander von Schlippenbach, Buschi Niebergall und Jaki Liebezeit) – damals eine der einflussreichen europäischen Gruppen in der Entwicklung des Freejazz, die auch Kompositionen von Bernd Alois Zimmermann einspielte. Er war seit der Gründung 1966 Mitglied des Globe Unity Orchestra. 1968 unternahm er als Mitglied der German All Stars eine Südamerikatournee und arbeitete mit George Russell und Don Cherry. 1971 wurde er Mitglied des Albert Mangelsdorff Quintetts (Asientournee). Ab 1973 gehörte er zum Waterland Ensemble um Loek Dikker; überdies spielte er im Quartett mit Alan Skidmore und Adelhard Roidinger und war einer der Mitbegründer des European Jazz Quintett mit Ali Haurand, mit dem er auch in anderen Gruppen auftrat (z. B. mit Rob van den Broeck und Tony Oxley).
Dudek spielte auch Sopransaxophon und war stilistisch dem Modern Creative zuzuordnen. Er hat Elemente aus verschiedenen Stilen in seine persönliche Musiksprache integriert. Er galt als geschmackvoller, stilsicherer, doch stilistisch offener Bläser mit hoher Fähigkeit zur Arbeit im Ensemble. Dies führte zu Platten- und CD-Einspielungen mit Lester Bowie, Joachim Kühn, Dexter Gordon, Vitold Rek und Peter Giger. Dudek arbeitete auch als Gastsolist bei der NDR- und WDR-Bigband, leitete eigene Gruppen und war Mitglied im Stefan Heidtmann Project.

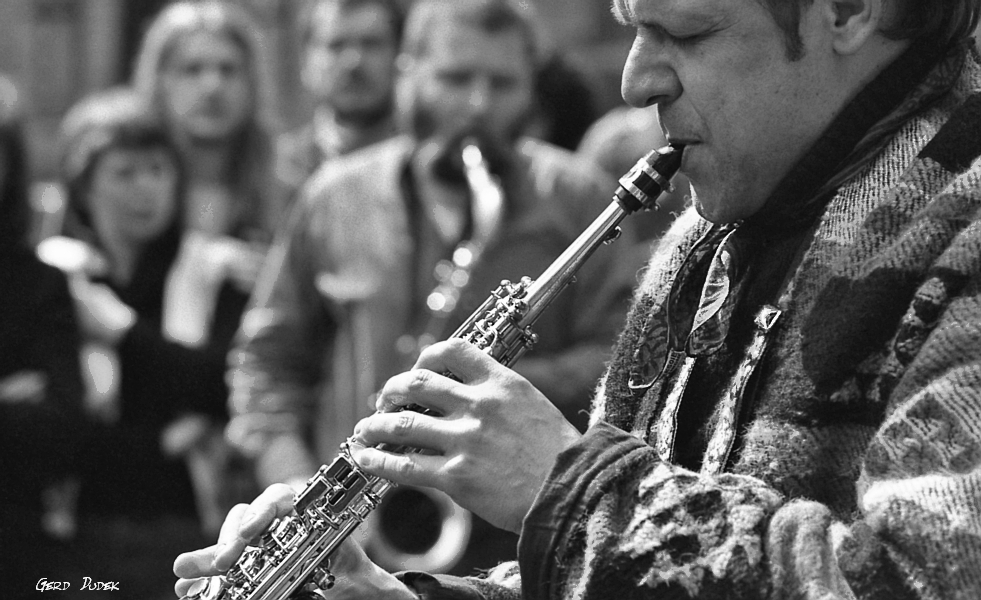
Gerd Dudek (1976)

Dudek starb am 3. November 2022 im Alter von 84 Jahren und wurde am 23. November 2022 in Siegen auf dem Hermelsbacher Friedhof in einer Urne beigesetzt.

## Diskographische Hinweise
- Takehiro Honda & Gerd Dudek: Flying to the Sky (Trio Records, 1971)
- Gerd Dudek / Buschi Niebergall / Edward Vesala: Open (FMP, 1977)
- Gerd Dudek • Ali Haurand • Rob van den Broeck: After All (Konnex Records, 1991)
- ’Smatter (Psi Records, 2002) mit John Parricelli, Chris Laurence, Tony Levin
- Day and Night (Psi Records, 2014) Hans Koller, Oli Hayhurst und Gene Calderazzo
- Gerd Dudek 4 Featuring Martin Sasse, Martin Gjakonovski, Hendrik Smock: Out of This World (Tribute to John Coltrane) (Planet Jazz Cologne 2016)[4]
- Gerd Dudek: With You (Jazzjazz 2022) mit Martin Sasse, Martin Gjakonovski, Joost van Schaik

## Lexikalische Einträge
- Carlo Bohländer, Karl Heinz Holler: Reclams Jazzführer, Stuttgart 2000
- Martin Kunzler: Jazz Lexikon Band 1: A–L, Reinbek 2002